# Phyxelida
Phyxelida là một chi nhện trong họ Phyxelididae.

## Các loài
- Phyxelida abyssinica Griswold, 1990
- Phyxelida anatolica Griswold, 1990
- Phyxelida apwania Griswold, 1990
- Phyxelida bifoveata (Strand, 1913)
- Phyxelida carcharata Griswold, 1990
- Phyxelida crassibursa Griswold, 1990
- Phyxelida eurygyna Griswold, 1990
- Phyxelida irwini Griswold, 1990
- Phyxelida jabalina Griswold, 1990
- Phyxelida kipia Griswold, 1990
- Phyxelida makapanensis Simon, 1894
- Phyxelida mirabilis (L. Koch, 1875)
- Phyxelida nebulosa (Tullgren, 1910)
- Phyxelida pingoana Griswold, 1990
- Phyxelida sindanoa Griswold, 1990
- Phyxelida tanganensis (Simon & Fage, 1922)
- Phyxelida umlima Griswold, 1990